# Hala Legionów
La Hala Legionów est une enceinte sportive située à Kielce en Pologne. La salle est inaugurée le 25 août 2006 et dispose d'une capacité totale de 4 200 places. Elle est utilisée généralement pour le handball et le volley-ball, avec pour clubs résidents respectivement le KS Kielce et l'Effector Kielce.

## Galerie

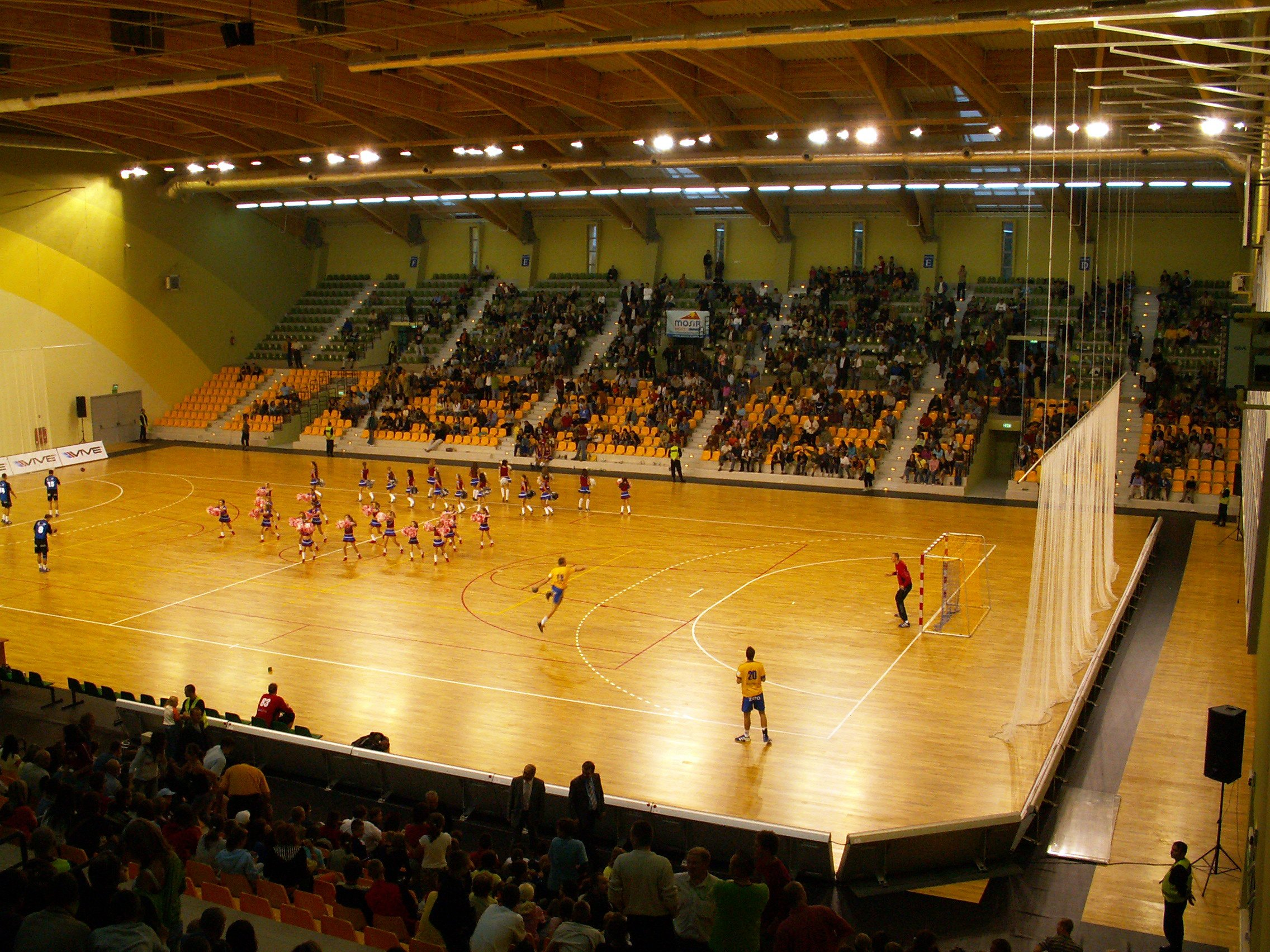
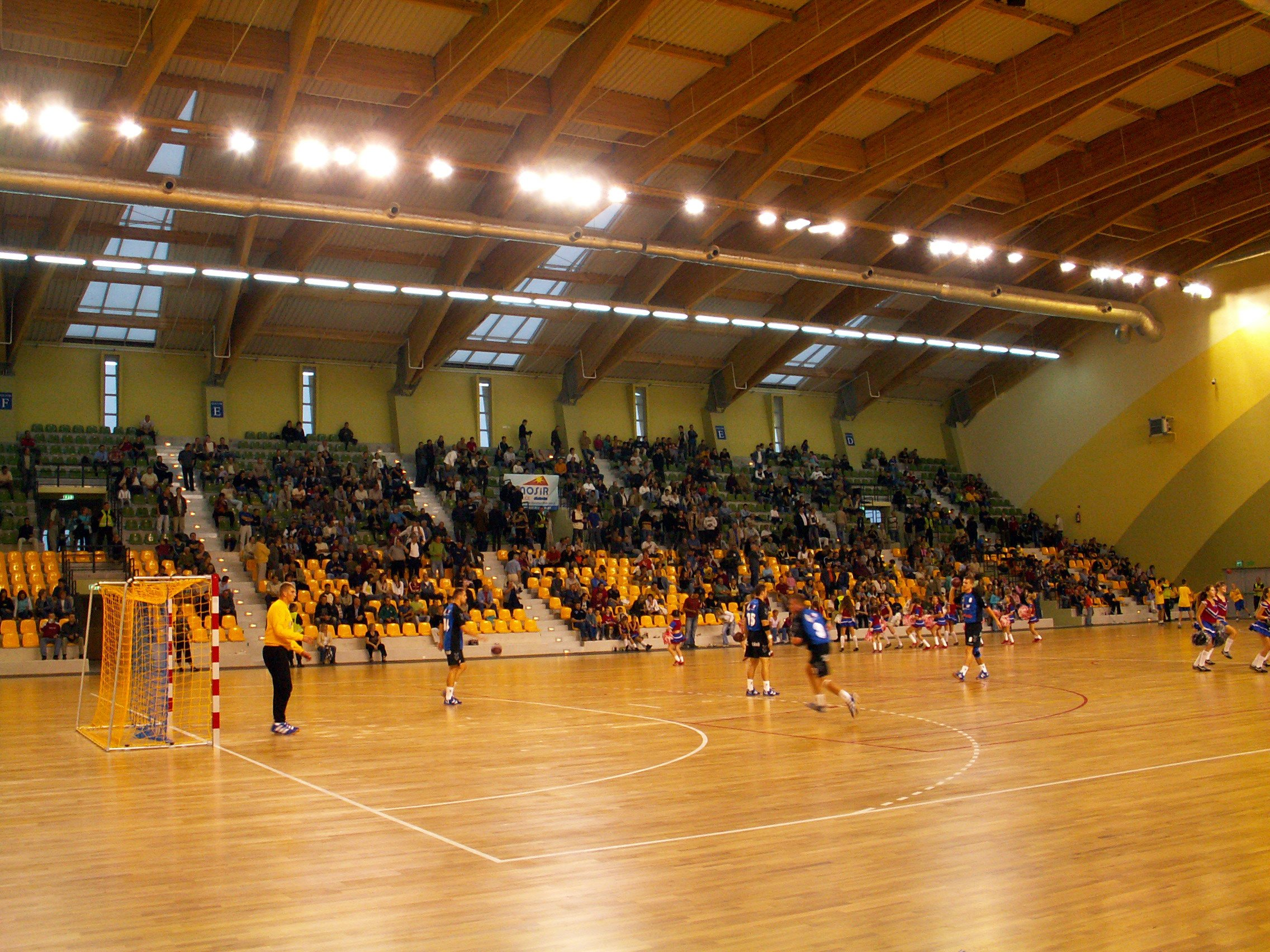

## Événements
- Kielce Cup